# Jaume Munar Clar
Jaume Antoni Munar Clar (Santanyí, 5 de maig de 1997) és un tennista professional mallorquí.
El seu malnom és "Jimbo" perquè té una actitud voraç en pista com Jimmy Connors. Va començar a jugar als vuit anys en pistes ràpides, encara que de petit també va practicar natació, futbol i bàsquet. Avui dia, a part del tennis, també disfruta del golf i es considera culer.
La superfície preferida de Munar és la terra batuda tot i que el seu torneig preferit sigui l'Australia Open. Encara així, prefereix París com a ciutat del circuit i el servei és el seu millor cop.
El tennista santanyiner ha reconegut que, de no ser tennista, seria metge ja que, de petit, la seva assignatura preferida era biologia. Diu que el seu talent ocult és "dormir... a qualsevol hora, en qualsevol lloc". Com a aficions té escoltar música, veure pel·lícules, practicar esports i realitzar activitats a la mar. Com a pel·lícula preferida té Els intocables d'Elliot Ness i com a cantant té a Romeo Santos. També és fan de DiCaprio i d'Úrsela Corberó. Quant a llibres recomana Sapiens i Homo Deus, ambdós de Yuval Noah Harari. En el tema de menjar, Jaume Munar és un gran aficionat a la cuina japonesa i a la xocolata.
En el marc dels campionats júnior, Munar va arribar al número 3 mundial el 26 de gener de 2015. També va aconseguir arribar a la final del Roland Garros júnior de 2014, on va perdre contra Andrei Rubliov. Durant aquell campionat va derrotar alguns dels millors tennistes júnior del moment, com Michael Mmoh o Quentin Halys.
L'ex número 3 del món júnior va arribar a semifinals de les Next Gen ATP Finals 2018 i va ascendir en maig del 2019 a la posició més alta de la seva carrera com a número 52. Va acabar el 2022 com a número 58 després d'aconseguir la seva millor marca personal amb 19 victòries i classificar-se a quatre tornejos ATP Masters 1000. Va guanyar a Carlos Alcaraz abans de caure contra Carreño Busta en la seva primera final ATP Tour a Marbella 2021. Jaume Munar va aconseguir guanyar dos títols, en Marbella el 2022 i a Perugia també el mateix 2022.
Després d'estar sis anys entrenant al Reial Club de Tennis Barcelona, el 2017 va marxar a la mallorquina Rafa Nadal Academy. El 2018 va aconseguir disputar l'Open d'Austràlia després de passar la fase prèvia.

## Palmarès

### Individual: 1 (0−1)
| Llegenda                          |
| --------------------------------- |
| Grand Slams (0−0)                 |
| ATP Finals (0−0)                  |
| ATP World Tour Masters 1000 (0−0) |
| ATP World Tour 500 (0−0)          |
| ATP World Tour 250 (0−1)          |

| Títols per superfície |
| --------------------- |
| Dura (0−0)            |
| Gespa (0−0)           |
| Terra batuda (0−1)    |

| Resultat  | Núm. | Data               | Torneig           | Superfície   | Oponent             | Marcador      |
| --------- | ---- | ------------------ | ----------------- | ------------ | ------------------- | ------------- |
| Finalista | 1.   | 11 d'abril de 2021 | Marbella, Espanya | Terra batuda | Pablo Carreño Busta | 1−6, 6−2, 4−6 |

### Dobles masculins: 2 (0−2)
| Llegenda                          |
| --------------------------------- |
| Grand Slams (0−0)                 |
| ATP Finals (0−0)                  |
| ATP World Tour Masters 1000 (0−0) |
| ATP World Tour 500 (0−1)          |
| ATP World Tour 250 (0−1)          |

| Títols per superfície |
| --------------------- |
| Dura (0−0)            |
| Gespa (0−0)           |
| Terra batuda (0−2)    |

| Resultat  | Núm. | Data                 | Torneig                | Superfície   | Parella           | Oponents                       | Marcador    |
| --------- | ---- | -------------------- | ---------------------- | ------------ | ----------------- | ------------------------------ | ----------- |
| Finalista | 1.   | 14 de març de 2021   | Santiago, Xile         | Terra batuda | Federico Delbonis | Simone Bolelli Máximo González | 6−7(4), 4−6 |
| Finalista | 2.   | 22 de febrer de 2025 | Rio de Janeiro, Brasil | Terra batuda | Pedro Martínez    | Rafael Matos Marcelo Melo      | 2−6, 5−7    |

## Trajectòria

### Individual
| Open d'Austràlia | A   | 1R    | 1R    | 2R  | A     | 1R | 1R | 0 / 5   | 1 – 5   |
| Roland Garros | A   | 2R    | 1R    | 1R  | 2R    | 2R | 1R | 0 / 6   | 3 – 6   |
| Wimbledon | A   | Q1    | 1R    | NC  | 1R    | 2R | 2R | 0 / 4   | 2 – 4   |
| US Open | A   | 2R    | 1R    | 1R  | 1R    | 1R |    | 0 / 5   | 1 – 5   |
| Total Victòries−Derrotes                                                                                                   | 0−1 | 10−14 | 17−22 | 3−8 | 12−19 |    |    | 47 – 71 | 47 – 71 |
| Rànquing a final d'any | 184 | 81    | 86    | 110 | 77    |    |    |         |         |
| Llegenda: G: Guanyador; F: Finalista; SF: Semifinalista; QF: Quarts de final; Q: Qualificació; A: Absent; RR: Round Robin; |     |       |       |     |       |    |    |         |         |